# 360
| [ Edytuj tabelę ] |                                         |
| Król Aksum        | - 320 Ezana 360 - 360 Mehadeyis 360     |
| Władca Guptów     | - 330 Samudragupta 375                  |
| Władca Korei      | - 331 Kogugwŏn 371                      |
| Papież            | - 352 Liberiusz 366 - 355 Feliks II 365 |
| Król Persji       | - 309 Szapur II 379                     |
| Cesarz Rzymu      | - 337 Konstancjusz II 361               |
| Król Wandalów     | - 359 Godigisel 406                     |

Rok 360 / CCCLX
stulecia: III wiek ~
IV wiek ~
V wiek

lata: 350 «
355 «
356 «
357 «
358 «
359 «
360
» 361
» 362
» 363
» 364
» 365
» 370

## Wydarzenia
- Azja
  - chińscy kupcy dotarli do Eufratu (data sporna lub przybliżona)
- Europa
  - w Paryżu żołnierze obwołali cesarzem rzymskim Juliana
  - Piktowie i Szkoci przełamali mur Hadriana

## Urodzili się
- Św. Aleksy
- Jan Kasjan – mnich, teolog, asceta